# Nazionale maschile di pallanuoto della Romania
La nazionale di pallanuoto maschile rumena è la rappresentativa pallanuotistica della Romania in campo maschile nelle competizioni internazionali. La federazione a cui fa capo è la Federatia Româna de Polo.

## Storia
Non ha mai ottenuto alcun successo internazionale, pur avendo occupato spesso posizioni di vertice. Ha sfiorato una volta il podio olimpico, arrivando quarta nel 1976, e due volte quello europeo.

## Risultati

### Massime competizioni
Olimpiadi
- 1952 17º
- 1956 8º
- 1960 5º
- 1964 5º
- 1972 8º
- 1976 4º
- 1980 9º
- 1996 11º
- 2012 10º
- 2024 12º

Mondiali
- 1973 7º
- 1975 5º
- 1978 6º
- 1991 9º
- 1994 13º
- 2003 12º
- 2005 6º
- 2007 11º
- 2009 7º
- 2011 12º
- 2013 13º
- 2024 10º
- 2025 10º

Europei
- 1954 10º
- 1962 5º
- 1966 6º
- 1970 6º
- 1974 6º
- 1977 7º
- 1981 7º
- 1983 8º
- 1987 7º
- 1989 5º
- 1991 8º
- 1993 4º
- 1995 11º
- 1999 9º
- 2003 10º
- 2006 4º
- 2008 9º
- 2010 7º
- 2012 8º
- 2014 8º
- 2016 10º
- 2018 11º
- 2020 11º
- 2022 10º
- 2024 8º

### Altre
Coppa del Mondo
- 1979 7º
- 1991 6º
- 2006 6º
- 2010 5º
- 2023 6º

World League
- 2007 6º

### Competizioni giovanili
- Universiadi: 1

1977

## Formazioni

### Olimpiadi
Giochi olimpici - Helsinki 1952Norman • Kelemen • Iordache • Törok • Hospodar • Iosim • Șimon • Sarcadi • Deac • Novac • M. Tarnoveanu, CT: -
Giochi olimpici - Melbourne 1956Marinescu • Hospodar • Zahan • Nagy • Șimon • Bordi • Szabo • Bădiță • Deutsch • Popescu • I. Tothpal, CT: -
Giochi olimpici - Roma 1960Ştefănescu · Bădiţă · Zahan · Blajek · Szabo · Grinţescu · Kroner · Balint · Firoiu · Mureșan · Șimon, CT: -
Giochi olimpici - Tokyo 1964Ștefănescu • Grințescu • Szabo • Kroner • Firoiu • Novac • Mărculescu • Mureșan • Zahan • Culineac • Lita, CT: -
Giochi olimpici - Monaco di Baviera 1972Huber • Mihăilescu • Zamfirescu • Novac • Popescu • Rusu • Culineac • Rusu • Rus • Lazăr • Frățilă, CT: Anatol Grinţescu
Giochi olimpici - Montréal 1976Slăvei • Rusu • Zamfirescu • Nastasiu • Popescu • Rusu • Slăvei • Răducanu • Rus • Schervan • Spînu, CT: Anatol Grinţescu
Giochi olimpici - Mosca 1980Spînu • Ungureanu • Costraș • Nastasiu • Popescu • Rusu • Slăvei • Răducanu • Rus • Schervan • Slăvei, CT: Anatol Grinţescu
Giochi olimpici - Atlanta 19961 Lisac, 2 Dinu, 3 Totolici, 4 Bonca, 5 Sabău, 6 Fulgeanu, 7 Hagiu, 8 Sanda, 9 Stemate, 10 Moldvai, 11 Rath, 12 Radu, 13 Andrei, CT: Viorel Rus

## Rosa attuale
Convocati per gli Europei di Belgrado 2016. Sono riportate le squadre di militanza di ciascun giocatore nel momento dell'inizio della manifestazione.
| N° | Nome                   | Ruolo | Data di nascita   | Squadra            |
| -- | ---------------------- | ----- | ----------------- | ------------------ |
|    | Marius Tic             | P     | 9 settembre 1996  | Dinamo Bucarest    |
|    | Mihnea Chioveanu       | CB    | 21 agosto 1987    | Oradea             |
|    | Mihnea Andrei Gheorghe | D     | 15 gennaio 1994   | Oradea             |
|    | Tiberiu Negrean        | D     | 1º settembre 1988 | Oradea             |
|    | Alex Popoviciu         | A     | 2 agosto 1990     | Oradea             |
|    | Roland Szabo           | D     | 18 settembre 1996 | Oradea             |
|    | Cosmin Radu            | CB    | 9 novembre 1981   | Primorje           |
|    | Nicolae Oanta          | D     | 14 agosto 1990    | Sportul Studenţesc |
|    | Dan Andrei Busila      | D     | 10 novembre 1980  | Steaua Bucarest    |
|    | Alexandru Ghiban       | D     | 12 ottobre 1986   | Steaua Bucarest    |
|    | Dimitri Goanta         | D     | 17 luglio 1987    | Steaua Bucarest    |
|    | Dragoş Stoenescu       | P     | 30 maggio 1979    | Steaua Bucarest    |
|    | Daniel Vasile Teohari  | A     | 11 maggio 1993    | Steaua Bucarest    |